# Ligdia japoniata
Ligdia japoniata är en fjärilsart som beskrevs av Otto Staudinger 1901. Ligdia japoniata ingår i släktet Ligdia och familjen mätare. Inga underarter finns listade i Catalogue of Life.